# Арциз
Арци́з (укр. Арциз) — город в Болградском районе Одесской области Украины, административный центр Арцизской городской общины. До 2020 года являлся административным центром Арцизского района.

## История
Арциз основан в 1816 году немецкими колонистами, переселившимися из Вюртемберга. Немцы-переселенцы родом из Вюртемберга назвали свою колонию Йоханнесхорт — «крепость Иоанна». Переименовали колонию в 1819 году по указу императора Александра I, повелевшего называть все немецкие и иные переселенческие колонии в честь побед в войне с Наполеоном. Поселение получило название от французского города Арси, около которого в марте 1814 года союзные войска (российские, австрийские и баварские) одержали победу над наполеоновской армией на речке Об.
Основным занятием переселенцев было сельское хозяйство. Выращивали пшеницу, кукурузу, ячмень; разводили крупный рогатый скот, овец, лошадей. Особое значение имело виноградарство и садоводство. В начале XX века начинается развитие промышленности в городе. В 1916 году в городе построена железнодорожная станция, паровозное депо и мастерские.
В 1945-50 гг были восстановлены после войны кирпичный и хлебный заводы, ткацкая фабрика, промкомбинат и мельницы. В 1950-54 гг построены мясокомбинат, нефтебаза и автоколонна. В этот же период начинается бурный рост виноградарства.
В 1989 году численность населения составляла 20 240 человек.

## Современность
19 апреля 1991 года исполком Арцизского горсовета утвердил герб города. Основа герба — варяжский геральдический щит с подножьем, разделенный на три части двумя кривыми. В средней части на голубом фоне изображена цапля с камнем в лапе, символизирующая мир, дружбу и счастье, а также бдительность (камень в лапе). Боковые поля — золотая лоза винограда на красном фоне — трудолюбие населения и плодородность земель. Каменная кладка в основании щита символизирует монолитность всех национальностей, проживающих на территории района. Кривая, разделяющая верхние секторы, — топографическое обозначение железной дороги — рост промышленности и технического оснащения города. Красный цвет символизирует храбрость и мужество, голубой — красу и величие, золотой — богатство, справедливость и великодушие.
В городе функционируют следующие крупные предприятия: завод железо-бетонных изделий, машиностроительный завод, опытно-экспериментальный литейно-механический завод, газовое хозяйство, железнодорожное депо; молокозавод, хлебзавод, мясокомбинат, завод продтоваров, винзавод, элеватор. Работает 7 автозаправочных станций, 3 мельницы, 7 маслобоек, 2 коптильни, 2 пекарни. В городе находится более 300 предприятий торговли и около 80 — общественного питания.
Сельское хозяйство. Площадь угодий составляет 121.9 тыс. га, в том числе 99.1 тыс. га пашни и 6 тыс. га многолетних насаждений. 3 тыс. га пашни орошается. Основные с/х культуры — пшеница, ячмень, подсолнечник, кукуруза. Большое значение имеет виноградарство.

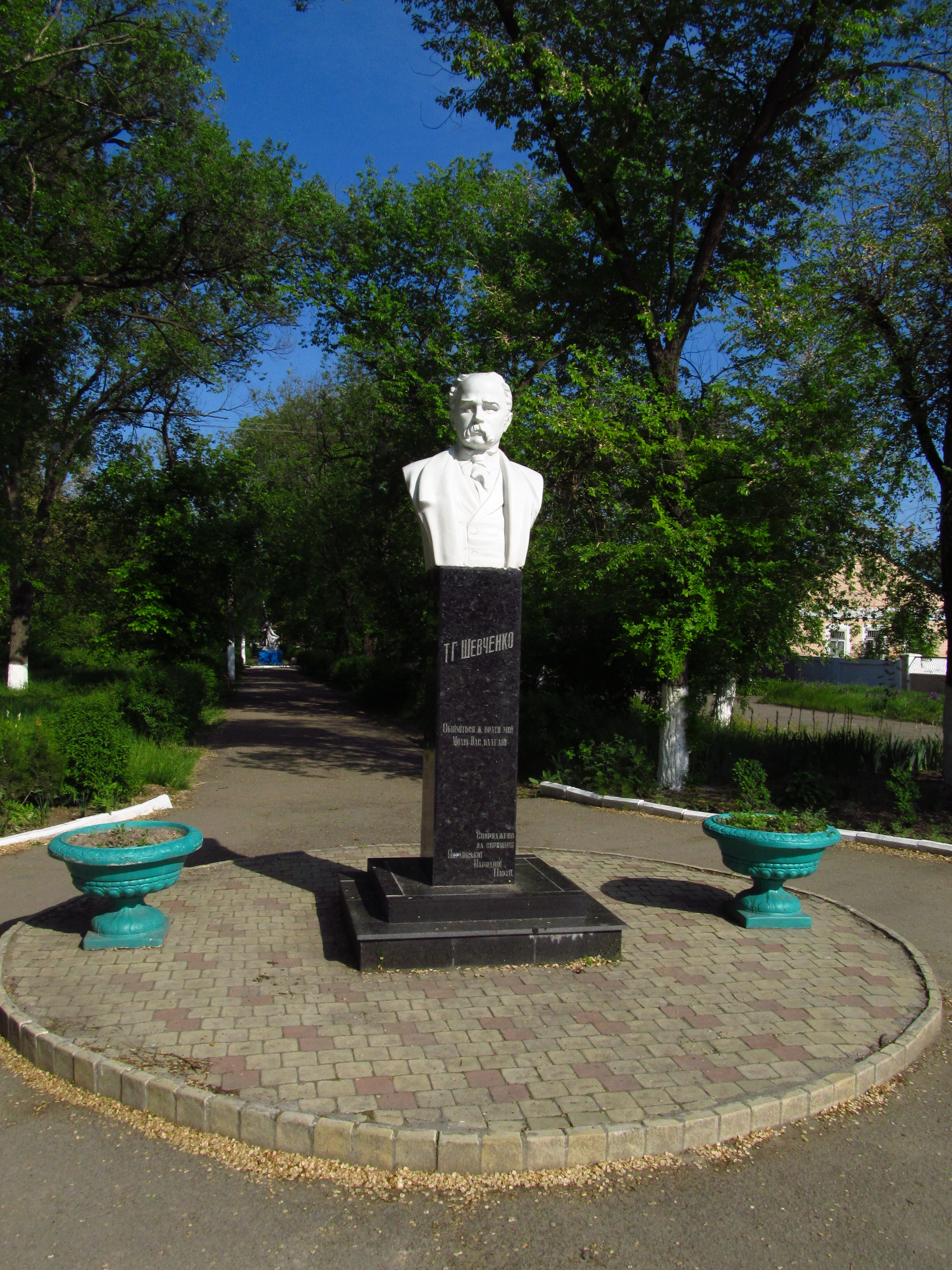
Памятник Тарасу Шевченко
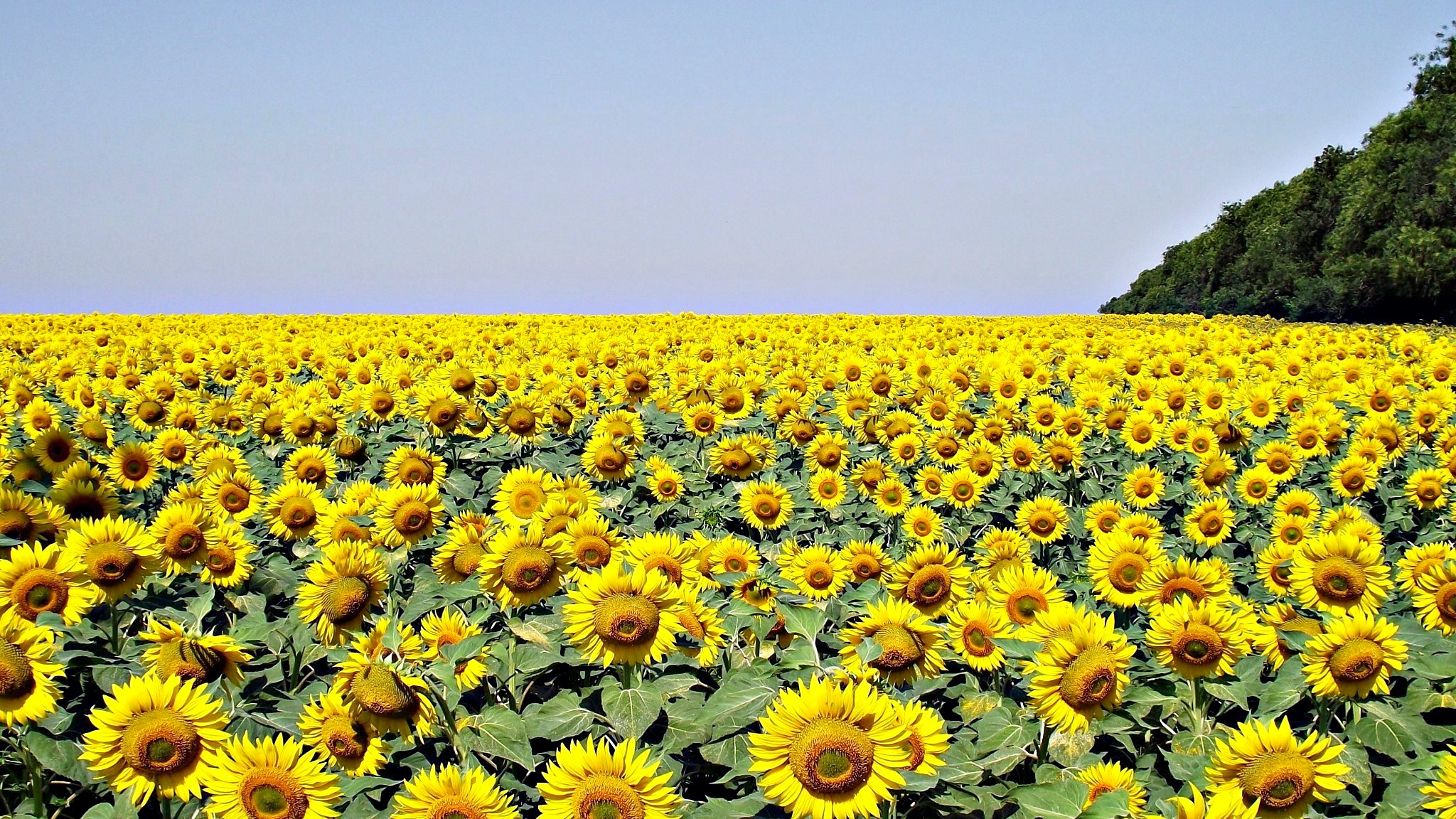
Подсолнухи недалеко от Арциза
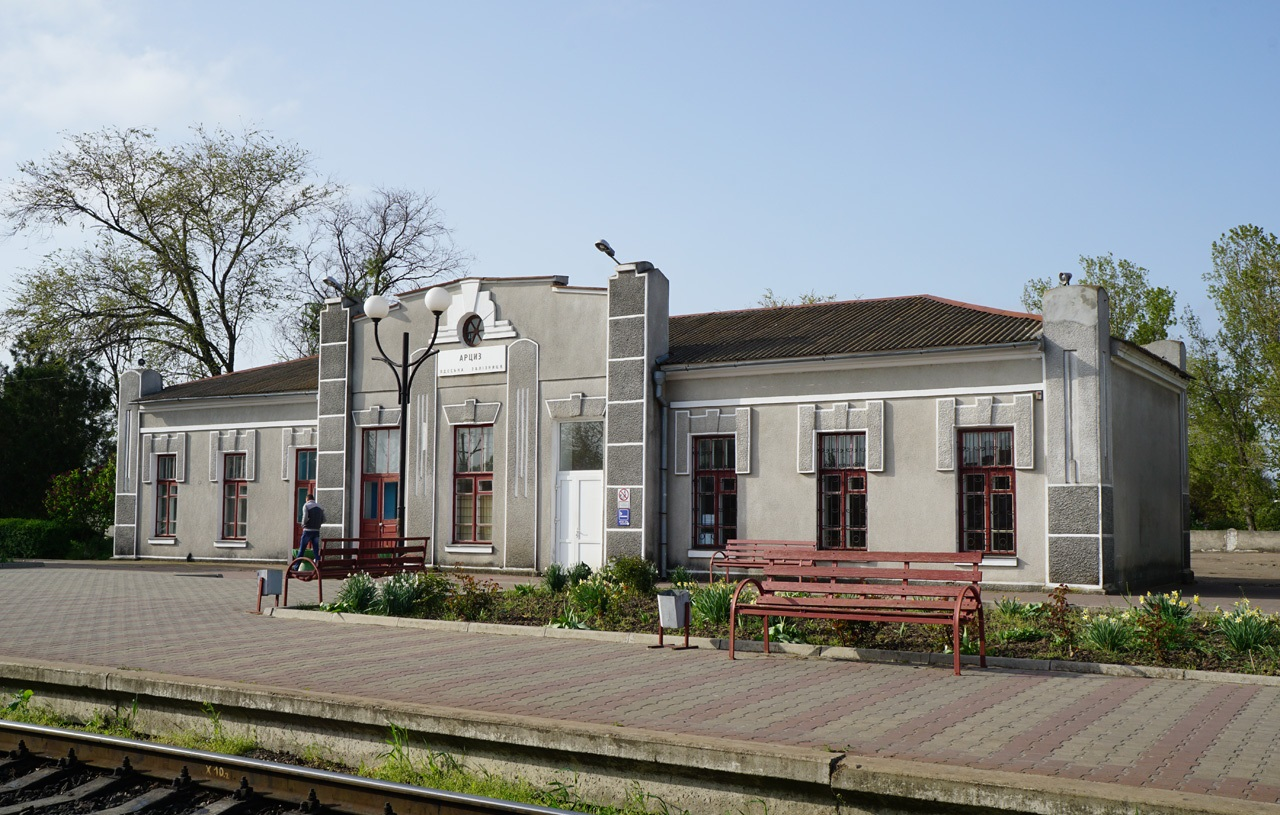
Вокзал в Арцизе
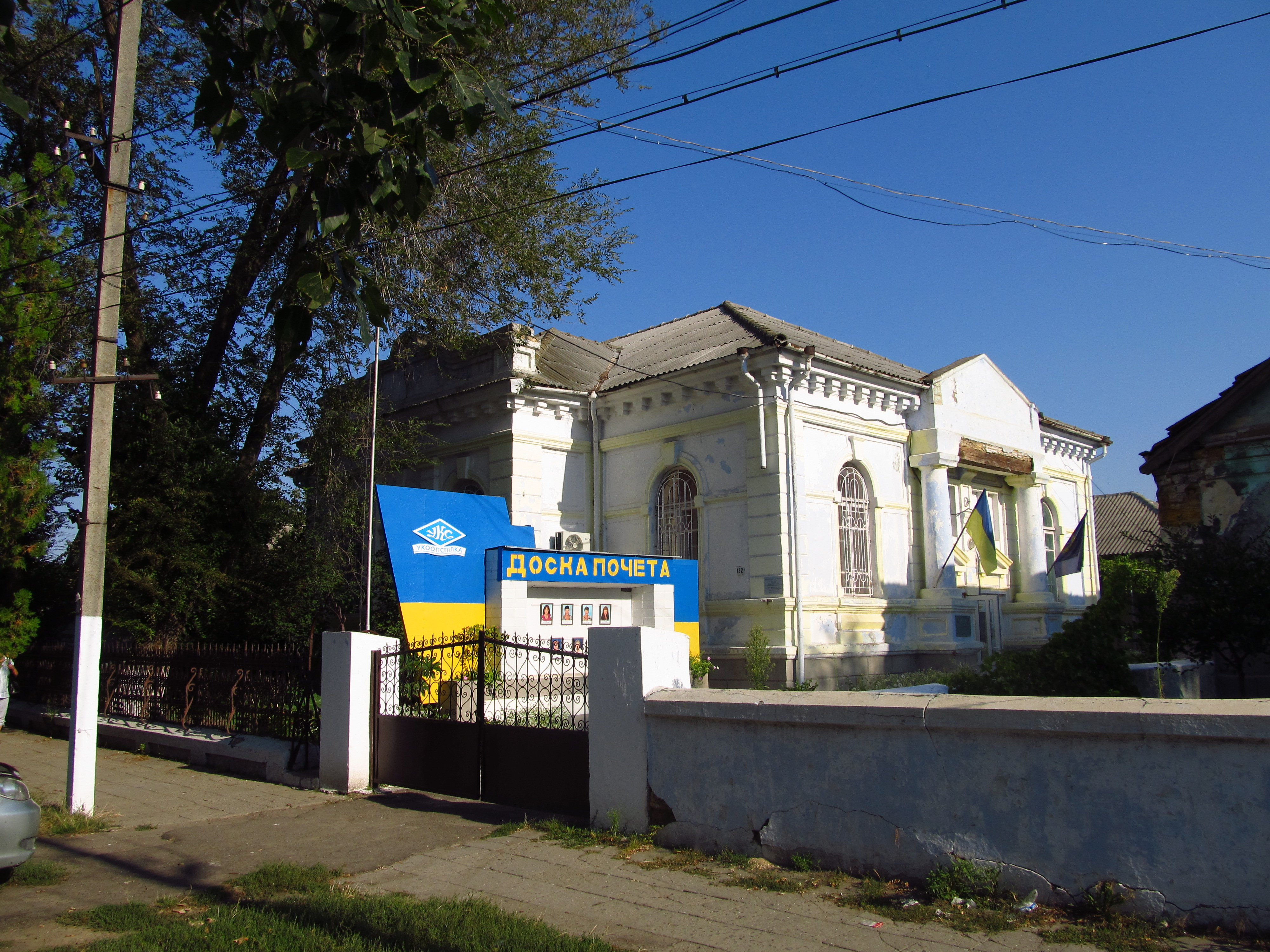
Особняк XIX-го века

## Архитектура
Арцизский евангелическо-лютеранский приход (1899—1916)
В 1880 году немецкой общиной было построено и введено в эксплуатацию здание кирхи (лютеранская церковь). Средства собирали всей общиной. С появлением кирхи Арциз, кроме торгового центрам региона, стал ещё и религиозным (это была единственная кирха на весь тогдашний Буджак).
Здания
Арциз меняется — за последнее время расширились границы поселка, увеличилось количество населения. В течение 1950—1958 годов в городе было построено 600 домов, появились 44 улицы, застроенные новостройками, в которых справили новоселье более тысячи семей. С появлением завода железобетонных изделий на окраине города вырос новый район с многоэтажными домами.
Новые жилые дома в Арцизе построены с 1976 года. Одновременно были построены типовая школа на 960 учеников, детский сад на 280 мест, ясли, магазины, бытовые пункты.
В городе работают универмаг, 46 продовольственных и промтоварных магазинов, 2 ресторана, 10 столовых и кафе.
Мосты
В 1940 году введен в эксплуатацию 76-метровый свайный мост через реку Когильник.

## Транспорт
Курсирует пассажирский поезд Одесса — Измаил и прицепной вагон Одесса — Березино (отцепляется в Арцизе).
С 23 сентября 2016 года начал курсирование скорый поезд Киев — Измаил через Арциз.
Также в Арцизе ездят маршрутки:
- № 1 — (Поликлиника — Автостанция — ЖД вокзал)
- № 2 — (Поликлиника — Автостанция -Павловка)
- № 3 — (Микрорайон — Автостанция — Арциз 2 «Городок»)
- № 4 — (Автостанция — Мирнополье)
- № 5 — (Демьяна бедного — Поликлиника — Автостанция — Глинка)

Помимо поезда и внутренних маршрутных такси в Арциз курсируют более двух десятков автобусов и маршруток междугороднего и внутриобластного соединения.
Отдалённость от областного центра — Одессы — 140 км.

## Население
По данным переписи населения Украины 2001 года распределение населения в Арцизе по родному языку (в % от общей численности населения):
русский — 66,51 %; украинский — 22,57 %; болгарский — 7,90 %; молдавский — 1,48 %; цыганский — 0,47 %; гагаузский — 0,41 %; армянский — 0,26 %; белорусский — 0,09 %; немецкий — 0,02 %; польский — 0,01 %; румынский — 0,01 %; венгерский — 0,01 %; еврейский — 0,01 %; греческий — 0,01 %.

## Известные уроженцы города
- Басов, Сергей Германович (род. 19 января 1987) — украинский футболист, защитник казахстанского клуба «Акжайык»
- Джуринский, Виталий Александрович[укр.] (род. 14 октября 1966) — основатель и владелец группы компаний «ВиДи Груп», Заслуженный экономист Украины, кандидат юридических наук
- Кохненко, Владислав Сергеевич (род. 30 марта 1998) — украинский боец смешанных боевых искусств, чемпион Европы по боевому самбо (2017), чемпион мира (2017) и Европы по боевому джиу-джитсу (2017). МСМК по боевому самбо, МС по самбо, МСМК по боевому джиу-джитсу[8]